# Département des Postes des États-Unis
Le département des Postes des États-Unis (en anglais : United States Post Office Department) est l'ancien nom du United States Postal Service, lorsqu'il était l'un des départements exécutifs du Cabinet présidentiel. Il était alors dirigé par le Postmaster General, qui était membre du Cabinet (équivalent à un rang de ministre).
Le Postal Service Act signé par le président George Washington le 20 février 1792 créa le département. Le Postmaster General John McLean fut le premier à l'appeler Post Office Department plutôt que juste Post Office.  L'administration acquit un fort prestige quand le président Andrew Jackson invita son Postmaster General, William T. Barry, à siéger comme membre du Cabinet.
Durant la guerre de Sécession, les services postaux dans les États confédérés étaient fournis par un Confederate States of America Post Office Department, dirigé par le Postmaster General John Henninger Reagan.
Le Postal Reorganization Act signé par le président Richard Nixon le 12 août 1970, remplace le département de la Poste, qui avait rang de Cabinet par l'indépendante United States Postal Service. L'acte pris effet le 1er juillet 1971, la fonction de Postmaster General disparaissant.